# Camilo Salvo
Camilo Armando Salvo Inostroza (Traiguén, 27 de septiembre de 1935) es un abogado y político chileno. Fue alcalde de su comuna natal, diputado por la Provincia de Malleco, alcalde y concejal de Temuco.

## Biografía
Hijo de Camilo Salvo y Rosario Inostroza. Se casó con Patricia del Canto Asalgado y tuvo cuatro hijas: Patricia, Virginia, Claudia y Paula.
Realizó sus estudios en el Liceo de Traiguén. Finalizada su etapa escolar, ingresó a la Universidad de Concepción donde se tituló de abogado en 1962 con la tesis: "La inamovilidad en el Derecho del trabajo chileno y brasileño".
Inició sus actividades políticas en el Partido Radical. Fue presidente del Centro de Estudiantes de Derecho y vicepresidente de la Federación de Estudiantes de Concepción. Llegó a ser secretario Regional de Malleco y presidente de la Asamblea Radical en Traiguén.
En 1963 fue elegido regidor de Traiguén, ocupando el cargo de alcalde entre 1967 y 1968. [cita requerida]
En 1969 fue elegido como diputado por la Vigésima Agrupación Departamental de Angol, Collipulli, Traiguén, Victoria y Curacautín. Integró la Comisión Permanente de Trabajo y Seguridad Social; la de Educación Pública; y la de Constitución, Legislación y Justicia. Fue reelegido en 1973, pero su período parlamentario finalizó debido al Golpe de Estado del 11 de septiembre. 
Fue perseguido por la dictadura militar y estuvo detenido como prisionero político en el Campo de Concentración de Isla Dawson junto con los principales dirigentes de la Unidad Popular. Pasó por los centros de detención de Ritoque, Tres Álamos y Puchuncaví. Fue expulsado de Chile, viviendo en Suecia, Cuba y España, en donde permaneció hasta 1985, cuando logró regresar al país.
Tras el retorno de la democracia se trasladó al Partido Socialista, siendo designado alcalde de Temuco por Patricio Aylwin, cargo que ocupó entre 1990 y 1992. En 1996 fue concejal por la misma comuna. Luego dejó la política para ejercer libremente su profesión, asumiendo diversos casos en la Región de la Araucanía. En 2005 fue defensor del entonces senador Jorge Lavandero, quien fue desaforado tras ser acusado de abuso sexual a menores.
En 2015 la Municipalidad de Temuco decidió bautizar el Teatro comunal con su nombre, en reconocimiento a su aporte como gestor de la iniciativa cultural.

## Historial electoral

### Elecciones parlamentarias de 1973
- Elecciones parlamentarias de 1973, para la 20ª Agrupación Departamental, Angol, Collipulli, Traiguén, Victoria y Curacautín.

### Elecciones municipales de 1996
- Elecciones municipales de 1996, Temuco[6]

(Se consideran solo candidatos con sobre el 1% de votos y candidatos electos como concejales, de un total de 22 candidatos)